# Нехалкидонское христианство
Нехалкидонское христианство (дохалкидонское, антихалкидонское) — наименование халкидонскими церквами направления в христианстве, приверженцами которого являются Древневосточные (Ориентальные) православные церкви, не принимающие итогов Халкидонского собора, сыгравшего важную роль в христологических спорах V века. В настоящее время к представителям нехалкидонского христианства относят Эфиопскую православную, Коптскую православную, Сирийскую православную, Армянскую апостольскую, Киликийского католикосата Армянской, Эритрейскую православную и Маланкарскую православную церкви. Численность приверженцев нехалкидонских церквей в мире оценивается в 60 миллионов человек.

## Терминология
В современных экуменических кругах термин «монофизиты» (μονοφυσίτης) (часто используемый для обозначения представителей нехалкидонских церквей) считается оскорбительным и неточным и вместо него также употребляется слово «миафизиты» (μια-φυσίτης), поскольку древневосточные церкви отвергли ересь Евтихия. Сторонники диалога с нехалкидонитами предпочитают термин «миафизиты», в частности Александрийская православная церковь в 2006 году высказалась против использования термина «монофизиты» в отношении Коптской церкви. Ряд современных исследователей применяет термин «монофизитство» исключительно для обозначения крайнего учения Евтихия, отвергавшего человеческую природу Христа. Однако в научной и богословской литературе продолжает отстаиваться точка зрения о корректности наименования нехалкидонитов «монофизитами».
Нехалкидонские богословы утверждают, что термин «монофизиты» является полемическим и по сути своей христологии они являются «миафизитами». Маланкарский богослов В. Ч. Самуэль по вопросу именования нехалкидонитов монофизитами писал:

«На протяжении V—VII вв. термин „монофизиты“ не использовался, а был позже особо введён халкидонскими церквами с целью полемики. Тем не менее, касаясь спора о двух или одной природе, следует отметить, что разница между μόνος [один] и μία [единая] незначительна. „Монофизитство“ предлагает различать только одну природу. Μία φύσις относится к „единой природе“. Также необходимо помнить, что у нехалкидонитов было четыре выражения: „из двух природ“, „ипостасное единство“, „единая природа Бога-Слова воплощенная“ и „единая сложная природа“. На самом деле термин „монофизит“ был придуман путём отрыва фразы „единая природа Бога-Слова воплощенная“ от всего остального и замены в ней слова „μία“ на „μόνος“ — то, с чем нехалкидонская православная церковь была совершенно не согласна».
Российский историк Е. А. Заболотный в своём исследовании отмечает, что несмотря на полемический и ангажированный характер термина «монофизиты», термин «миафизиты» вообще не встречается в источниках периода христологических споров и является некорректным с точки зрения греческого словообразования. Ввиду этого Е. А. Заболотный отмечает, что наиболее корректным наименованием для «разнородных нехалкидонитских направлений» является термин «антихалкидониты». В ходе развития экуменических контактов, в рамках богословских диалогов представителей нехалкидонитских церковных структур также именуют «дохалкидонскими церквями», «восточными православными» или «ориентальными церквями». Нехалкидониты сирийской традиции именуются «западными сирийцами» или также «яковитами», по имени создателя нехалкидонской церковной иерархии в Антиохийской церкви — Иакова Барадея.

## Исторический очерк

Севир Антиохийский — основной богослов нехалкидонитской христологии. Коптская икона

Христологические споры между антиохийской и александрийской богословскими школами в V веке привели к созыву Эфесского (431), Второго Эфесского (449) и Халкидонского (451) соборов. Рецепция итогов этих Соборов привела к расколу восточного христианства. Противники Халкидонского собора организовали собственные независимые церковные иерархии в Сирии и Египте, окончательно отделившись от церкви Византийской империи к середине VI века. После разделения византийские императоры предпринимали военные попытки подавления монофизитства и уничтожения нехалкидонитской церковной иерархии. Эти меры привели к углублению раскола и острому религиозному противостоянию нехалкидонитов и мелькитов. О репрессиях византийских властей по отношению к нехалкидонитам в VII веке писал сиро-яковитский патриарх Михаил I (1166—1199):

«Он (император) отдал письменный приказ повсюду в империи тем, кто не признает Халкидонского собора, отрезать носы и уши, а дома их должны быть разрушены».
Церковный историк и патролог Иван Мейендорф отмечал трагические последствия преследований нехалкидонитов:

«В настоящее время нет сомнения в том, что военное подавление монофизитства в Египте и других местах, навязывание халкидонской иерархии при помощи византийской полиции, частые ссылки действительно популярных вождей египетской Церкви сыграли решающую роль в том, что раскол получил характер национального сопротивления византийскому церковному и политическому владычеству в Египте, Сирии и Армении».
Помимо силовых методов преодоления монофизитского раскола, власти Византии предпринимали попытки воссоединения на основе богословского компромисса между нехалкидонитами и последователями Халкидонского собора. В 482 году император Зенон с согласия константинопольского патриарха Акакия опубликовал формулу компромисса — Энотикон, призванный примирить нехалкидонитов с Византийской церковью. Александрийский патриарх-нехалкидонит Пётр Монг, принявший компромисс с халкидонитами столкнулся с широкой оппозицией Энотикону в среде монашества. Под давлением части своей церкви, настроенной против Энотикона, Пётр Монг был вынужден анафематствовать Халкидонский собор, а инициатива примирения с нехалкидонитами привела к расколу (484—519) Византийской церкви с Римской церковью и в конечном итоге не увенчалась успехом.
В 530-х годах по инициативе императора Юстиниана I в Константинополе прошли богословские дискуссии с нехалкидонитами, в которых принял участие их лидер — Севир Антиохийский. Эти переговоры вновь не достигли цели воссоединения двух традиций. Следующей попыткой примирения с нехалкидонитами стало провозглашение в 637 году Константинопольским патриархом Сергием от имени императора Ираклия эдикта «Эктесис» о монофелитстве и моноэнергизме. Однако эта инициатива вновь не смогла преодолеть церковное разделение. Арабские завоевания значительно ограничили связи нехалкидонитов с Византией и привели к их изоляционному положению по отношению к христианскому миру.

## Богословие нехалкидонитов

### Сакраментология

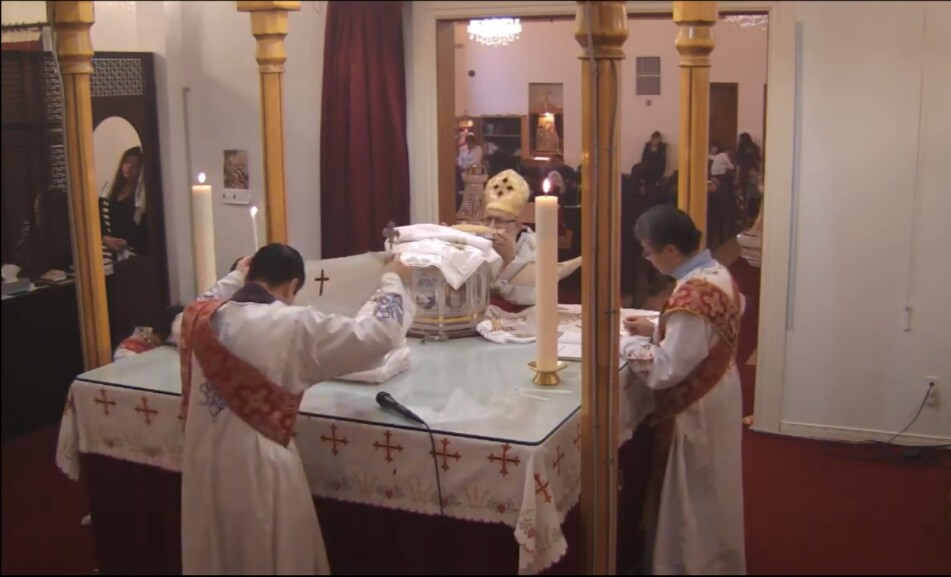
Божественная литургия в коптском храме

Евхаристическое богословие и его развитие в нехалкидонских церквях остаются малоизученными. Наиболее освещённым в научной литературе является богословие таинств Сиро-яковитской церкви, благодаря деятельности немецкого католического учёного Вильгельма де Вриса. Несмотря на вероучительное единство нехалкидонитов, в их среде возникали богословские споры по вопросу таинств. Так, в Средние века происходили споры между армянами и остальными нехалкидонитами по вопросам армянской практики служить на неразбавленном водой вине и использования опресноков и квасного хлеба для евхаристии. Также евхаристические споры происходили в XI веке между сирийцами и коптами по вопросу добавления елея и соли в евхаристический хлеб.

### Нехалкидонитская христология

Схематическое изображение христологических споров

Основоположник нехалкидонитской христологии Севир Антиохийский (патриарх Антиохии (512—518)), представитель александрийского богословия признавал во Христе «единую сложную природу» (μία σύνθετος φύσις). При этом Севир допускал наличие во Христе Божественной и человеческой сущностей (οὐσία), которые могут различаться лишь «умозрительно» (θεωρίᾳ). Данное учение было тесно связано с тремя основными христологическими формулами Севира, которые он возводил к Кириллу Александрийскому: «единый Христос из двух природ» (ἐκ δύο φύσεων), «единая природа Бога Слова воплощенная» (μία φύσις τοῦ Θεοῦ Λόγου σεσαρκωμένη), «ипостасное соединение» (ἕνωσις ὑποστατική) и «соединение природное» (ἕνωσις φυσική). Отсутствие упоминания этих формул в томосе папы римского Льва I и в оросе Халкидонского собора стало одной из главных причин их неприятия нехалкидонитами.
В соответствии с представлениями нехалкидонитов после Воплощения действительно существует только «одна воплощенная природа Бога Слова» в соответствии с известной формулой святителя Кирилла Александрийского. Христология Севира избегает говорить о двух природах Христа. Однако отвержение двух природ Севиром вытекает из его понятийно-терминологической системы: термины «природа» (φύσις) и «ипостась» (ὑπόστασις) в севирианской христологии используются как взаимозаменяемые. Наилучшим образом это видно из следующего фрагмента сочинений Севира: «если будет после соединения две природы, тогда будет и две ипостаси после соединения, если же ипостась одна, то одна будет и природа». Несторианская и монофизитская христологии утверждая тезис «нет природы без ипостаси» сталкивались с дилеммой: признать две природы и две ипостаси или настаивая на одной ипостаси говорить и об одной природе. Таким образом, по мнению современного нехалкидонитского богослова В. Ч. Самуэля для нехалкидонитской христологии признать две природы во Христе, фактически означает признать несторианскую ересь о Христе в двух ипостасях. В ранних работах Севир утверждал, что дифизитская терминология не имеет основания в святоотеческой традиции Церкви. Однако позже Севир приводит дифизитские формулы из трудов Отцов Церкви, таких как Афанасий Великий, Григорий Богослов и Кирилл Александрийский, однако утверждает, что после несторианского спора любые дифизитские выражения были отвергнуты и должны быть запрещены.
Миафизитская христологическая система Севира была принята во всех нехалкидонских сообществах, в том числе в Армянской апостольской церкви, несмотря на анафематствование Севира армянами на Втором Двинском соборе (554—555).

#### Вопрос о волях и действиях Христа
Основой учения миафизитских церквей о действованиях Христа является богословская формула «единая богомужняя энергия» (μία θεανδρικὴ ἐνέργεια). Севир Антиохийский критиковал богословскую позицию папы Льва I за его отнесение действий Христа к двум природам, что, по мнению Севира, вводит два действующих начала и разделяет единого Спасителя. Севир признавал, что одни поступки Христа могут быть названы человеческими (хождение), а другие божественными (исцеление больных), однако эти действия совершает единый воплощённый Логос, а не та или иная природа.
В ходе богословского диалога с халкидонскими православными церквями, богословы нехалкидонских церквей подтвердили: 

«что нетварная божественная природа исповедуется „со всеми [Её] свойствами и действиями […], включая природную волю и природную энергию“. Равным образом было принято, что человеческая природа исповедуется „со всеми её свойствами и действиями, включая природную волю и природную энергию“».
Один из ведущих нехалкидонских богословов XX века, священник Маланкарской церкви В. Ч. Самуэль отмечал, что слова и дела Иисуса Христа были выражением единой воплощённой ипостаси Бога-Слова. Это, однако, не означает, что воля и действие каждой из природ была поглощена другой природой. Ипостась Христа образовалась из соединения двух природ (божественной и человеческой), каждая из которых имеет свои собственные характеристики. Поскольку эти свойства включают в себя волю и действие, очевидно что они были в едином Христе.

#### Вопрос о человеческой природе Христа
Долгое время в полемической литературе церквей халкидонской традиции нехалкидониты обвинялись в крайнем монофизитстве (евтихианстве), то есть в отрицании подлинного человечества во Христе. Однако богословие, литургическая и святоотеческая традиции дохалкидонских церквей всегда однозначно признавали единосущие Христа с человечеством, а самого Спасителя полноценным человеком.
Святые отцы нехалкидонской традиции (Диоскор, Тимофей Элур, Филоксен Маббугский, Севир Антиохийский) не отрицали человечество Христа, признавали его полноту и единосущие со всем человеческим родом. Также Филоксен и Севир подвергли критике учение Евтихия об одной (божественной) природе Спасителя. В их цитатах Христос называется совершенным человеком и исповедуется как не только в совершенстве Бог, но и в совершенстве человек. Так, Севир утверждает, что «… Сын Божий… [воспринял] плоть, которая той же сущности, что и наша…», и признаёт истину «двойного единосущия».
Дохалкидонская сирийская традиция следует учению святых отцов V и VI веков о единой природе Спасителя, которое, по мнению богословов Сирийской церкви, предназначено не для игнорирования человечества Христа, а направлено на подтверждение Его единства. Приводя многочисленные свидетельства из догматических и литургических памятников Сирийской церкви, в докладе 1967 года священник В. Ч. Самуэль писал, что «нет никакого уменьшения значения человечества Христа ни в святоотеческой, ни в литургической традициях Сирийской церкви».
Аналогичное учение сформировалось и в Коптской церкви. В конце XI века епископ Мисра Шенуда утверждал следующее: «Бог Слово воспринял человеческую природу от Блаженной Девы, подобную нам во всём, кроме греха. И Он сопряг её с Собой через теснейшее единение, причём свойства каждой природы сохранились».
В Армянской Апостольской церкви, со времён католикоса Бабкена I (490—516), Евтихий осуждался и пребывал в списках еретиков: «…евтихианство не присуще Армянской Церкви, её богословы, <…>, ясно и однозначно говорят о человечестве Христа, Который, по выражению того же Петроса Сюнеци, „…есть Бог и человек, есть Дух и плоть“». В постановлении Маназкертского собора 726 года говорится: «…исповедовать Христа истинным Богом, по неизреченному домостроительству равным Отцу и Духу, а также совершенным и истинным человеком, равным Матери и нам, кроме грехов…». В XII веке католикос Армянской церкви Нерсес IV в переписке с византийским императором Мануилом I отвергал обвинения в евтихианстве:

«Мы говорим об одной природе в Иисусе Христе, не смешанной, как учил Евтихий, и не поглотившей человеческую, как говорил Аполлинарий, но в соответствии с Кириллом Александрийским, который утверждал в своём „Трактате против Нестория“, что „едина природа воплощённого Слова, как говорили отцы“. Под „отцами“ Кирилл имеет в виду Афанасия и тех, кто был до него. Таким образом, мы говорим в соответствии со святоотеческим преданием, а не с мнениями еретиков, которые, исповедуя единую природу, смешивали, превращали и разным образом видоизменяли воплощение Христово… Вы писали о нас также, что, говоря о единой природе Христа, мы верим, что его человечество всецело поглощается его божественностью: подобно тому, как капля уксуса или мёда исчезает, упав в море. Это совершенно противоречит истине».
Признание подлинного человечества в Иисусе Христе было подтверждено богословами дохалкидонских церквей в ходе богословского диалога с Православной церковью: 

«Мы согласны в осуждении ересей Нестория и Евтихия. Мы не отделяем и не обособляем человеческой природы Христа от его божественной природы; не думаем мы также и что первая из них была поглощена второй и в результате перестала существовать».

## Богослужение нехалкидонитов

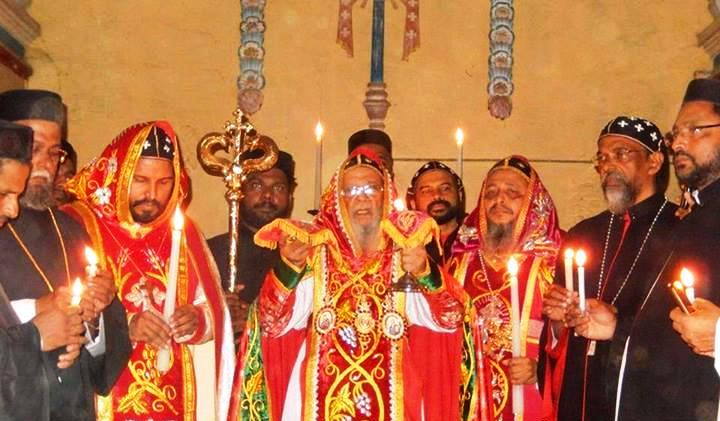
Богослужение Сирийской яковитской церкви в Индии

В нехалкидонских церквях практикуются различные литургические традиции и обряды: александрийский, армянский, западно-сирийский. В богослужение Сирийской яковитской и Маланкарской церквей традиционно используется западно-сирийский обряд и сирийский язык с использованием Священного Писания в сирийском переводе — Пешитты. Коптская, Эфиопская и Эритрейская церкви используют древний александрийский обряд. На богослужение Коптской церкви сильное влияние оказало монашество, коптская литургика характеризуется аскетичностью и слабым использованием гимнографии. Литургическим языком Коптской церкви является коптский язык, также используется арабский язык. В Эфиопской церкви богослужение совершается на языке геэз.
В ранний период в Армянской церкви использовались греческий и сирийский языки, с V века в связи с переводом Библии и богослужебных текстов на армянский язык богослужебная традиция Армянской церкви становится самостоятельной. Литургия Армянской церкви служится на вине, не разбавленном водой и на пресном хлебе. Также одной из особенностей армянской богослужебной традиции является наличие особого обряда благодарственного жертвоприношения.
Облачения нехалкидонитского священства:
|                    |                   |                    |                     |                             |
| Сирийский патриарх | Сирийский епископ | Коптский священник | Сирийский священник | Сирийский священник (монах) |